# Srpski Krstur
Srpski Krstur (cyr. Српски Крстур) – wieś w Serbii, w Wojwodinie, w okręgu północnobanackim, w gminie Novi Kneževac. W 2011 roku liczyła 1321 mieszkańców.